# 韩映山
韩映山（1934年5月15日—），原名韩祖盼，曾用笔名映山红、山红、山梅等，男，河北高阳人，中国作家。